# Ambara
Ambara est une localité située dans le département de Bouroum de la province du Namentenga dans la région Centre-Nord au Burkina Faso. 

## Géographie
Ambara se trouve à 5 km au nord de Bouroum, le chef-lieu du département, et à environ 50 km au nord de Tougouri.

## Histoire
Le 29 février 2020, une opération de ratissage menée par l'armée burkinabè à Ambara entraine la neutralisation de trois terroristes djihadistes et la destruction de leur matériel.

## Économie
L'agro-pastoralisme est la principale activité du village.

## Éducation et santé
Le centre de soins le plus proche d'Ambara est le centre de santé et de promotion sociale (CSPS) de Bouroum tandis que le centre médical (CM) de la province se trouve à Tougouri.
Ambara possède une école primaire publique.